# さとなかほがらか
さとなかほがらか（1993年1月26日 - ）は、マセキ芸能社に所属する日本の女性お笑い芸人。東京都北区出身。

## 来歴
武蔵野美術大学造形学部芸術文化学科卒業。図書館司書として勤務するが1年で疲れて退職し、ダラダラ過ごしていた時にたまたま聴いた安住紳一郎のラジオにFAXを送ったところ、読んでもらえたためにラジオを聴くようになる。ラジオ投稿を続けているうちに、出る側に回ってみたいなと思うようになってお笑い芸人を目指す。
2018年7月に、中学時代の同級生のガンちゃんとお笑いコンビ「コンコンパレード」を結成し、2019年5月にニュースタッフプロダクションでデビュー（当時の芸名はさとなかちさ）。同級生の男女コンビという珍しいコンビで、芸歴1年目にして「ザ・細かすぎて伝わらないモノマネ」に「お笑いが大好きな彼女とお笑いを全く知らない彼氏」のネタで出演を果たすが、2021年4月に解散。ピン芸人に転向し、現在の芸名に改名する。
フリーを経て、2022年5月に浅井企画への所属が決定する。
2022年12月、女芸人No.1決定戦 THE W初出場にして決勝に進出した。
2023年5月より、谷口つばさ、徳原旅行とのユニット「ほがらかつばさ旅行」としても活動している。
2024年2月29日浅井企画を退所。同年7月26日にマセキ芸能社に所属したことを発表。

## 人物
宣材写真をはじめ、両手でカニの影絵のポーズをとるのをトレードマークとする。また、芸人デビュー前からニードルフェルト作家としても活動している。
学生時代はチアリーディング部で活動。趣味の裁縫の作品を商品として店舗に卸している。
「山里亮太の不毛な議論」のハガキ職人出身で（ラジオネームは「お布団ビーバー」）、2019年8月には「不毛な議論」発のライブ「他力本願ライブ」に投稿したコントが採用され、空気階段がライブで上演した。当時は芸人デビューしてまだ3ヶ月目のときだったが、自分の書いたネタで笑いが起きたことで「自分が笑いを浴びるまでやめられないな」と思うようになった。「安住紳一郎の日曜天国」でも名物リスナーとして知られ（ラジオネームは「貧血コアラ」）、芸人デビュー前の2016年から「パンダ命名塾」の企画に出演していた。同番組パーソナリティの安住も、2022年12月11日放送の『女芸人No.1決定戦 THE W』でさとなかを観ていたと明かした上で「控えめな印象だったので、芸人になったと聞いた時にはびっくりした」と話している。
趣味は歌って踊ることで、青色1号榎本、フタリシズカかりこるらとともに「日陰芸人ダンス部」としても活動している。

## 芸風
主に1人コント。OLの事務服の衣装を入手したことをきっかけに自分の見せ方がわかるようになって調子が良くなったといい、コントの8割がOLの衣装である。さとなかが演じるキャラクターが、等身大の女性の主張を繰り広げるコントが多い。

## 賞レースでの戦績

### キングオブコント
- キングオブコント2018 - 1回戦敗退（コンコンパレード時代）
- キングオブコント2019 - 2回戦進出（コンコンパレード時代）
- キングオブコント2020 - 2回戦進出（コンコンパレード時代）
- キングオブコント2021 - 1回戦敗退（鳥谷尾だいきとのユニットで出場）
- キングオブコント2023 - 準々決勝進出（徳原旅行、谷口つばさとのユニット「ほがらかつばさ旅行」で出場）
- キングオブコント2024 - 準々決勝進出（「ほがらかつばさ旅行」として）

### M-1グランプリ
- M-1グランプリ2018 - 1回戦敗退（コンコンパレード時代）[4]
- M-1グランプリ2019 - 2回戦進出（コンコンパレード時代）[4]
- M-1グランプリ2020 - 1回戦敗退（コンコンパレード時代）[4]
- M-1グランプリ2021 - 1回戦敗退（元クルスパッチの矢田翔平とのユニット「プカプカティー」として）[23]
- M-1グランプリ2023 - 1回戦敗退（徳原旅行、谷口つばさとのユニット「ほがらかつばさ旅行」で出場）[24]
- M-1グランプリ2024 - 2回戦進出（「ほがらかつばさ旅行」として）[24]

### R-1グランプリ
- R-1グランプリ2022 - 1回戦敗退[25]
- R-1グランプリ2023 - 準々決勝進出
- R-1グランプリ2024 - 準々決勝進出
- R-1グランプリ2025 - 準々決勝進出[26]

### THE W
- 2022年 女芸人No.1決定戦 THE W  決勝進出
  - 2回戦進出（ゆむらとのユニット「さとなかゆむらか」として）[27]
- 2023年 女芸人No.1決定戦 THE W 準決勝進出
- 2024年 女芸人No.1決定戦 THE W 準決勝進出

### その他
- 2022年 サガミハラエッジ芸人バトル 決勝進出[28][29]
- 2023年 UNDER5 AWARD2023 準決勝進出[30]

## 出囃子
柴田聡子『ワンコロメーター』

## 出演

### テレビ
- ザ・細かすぎて伝わらないモノマネ（フジテレビ）- 2019年12月14日、コンコンパレード時代[31]
- キャラダチミュージアム〜MoCA〜（フジテレビ）- 2022年12月18日、「ゲイニン インスタレーション」コーナー[32]
- 7.2.新しい別の窓（Abema TV) - 2023年1月1日[33]

### ラジオ
- マイナビ Laughter Night（TBSラジオ）- 2022年7月8日[34]、2022年9月9日[35]、2022年12月23日[36]、2023年2月10日[37]。
- KUSUKUSU（bayFM） - 2023年1月1日[38]